# Рудник Кочбулак
Рудник Кочбулак – гірничодобувний майданчик на сході Узбекистану.
Розробка золоторудного родовища Кочбулак почалась у 1966 році за допомогою дослідно-промислового рудника потужністю 50 тисяч тонн руди на рік. Невдовзі перейшли до повномасштабної розробки із виводом рудника в 1975-му на проектне значення 100 тисяч тонн на рік. 
Частина рудних тіл, розташованих біля поверхні, була відпрацьована кар’єрами Східний, Південний, Південний-2, Узун-1 та Узун-2. Втім, основні роботи по розробці родовища припали на підземні споруди:
- ділянка Центральна розкрита штольнею «Капітальна» довжиною 450 метрів та шахтним стовбуром «Сліпий-Капітальний» глибиною 220 метрів (відомо, що спорудження цього сліпого стовбуру почалось в 1975-му);
- ділянка Узун розкрита штольнями № 3а, 17 та 25;
- в 1995-му на основі розвідвальних штолень в північній частині родовища створений рудник Горний (в подальшому був перейменований на Семгуран) річною потужністю 100 тисяч тонн. Відомо, що ділянка Семгуран була рокрита щонайменше штольнями № 31а, 34, 35, 80, 90 та 92.
Станом на 2023 рік в роботі перебували штольня «Капітальна» та стовбур «Сліпий-Капітальний», штольні 17, 25, 90 та 92.
Копальня Кочбулак належить до Ангренського рудоуправління Алмалицького гірничо-металургійного комбінату, при цьому з 1973-го її продукція відправляється на Ангренську фабрику вилучення золота, яка знаходиться за півтора десятки кілометрів на північний захід від рудника.
В липні 2015-го на Кочбулаці загинуло не менше 47 нелегальних копачів. Вони вели діяльність у закинутих виробітках та розвели багаття під дерев’яними щитами, що загороджували прохід до високопродуктивної зони, після чого погана вентиляція стала причиною загибелі людей.